# Bukówka (województwo dolnośląskie)
Bukówka (przed 1945 niem. Buchwald) – wieś w Polsce położona w województwie dolnośląskim, w powiecie kamiennogórskim, w gminie Lubawka.

## Położenie
Na zachodnim skraju miejscowości znajduje się Jezioro Bukowskie.

## Podział administracyjny
W latach 1975–1998 miejscowość administracyjnie należała do województwa jeleniogórskiego.